# Momodou Ceesay
Pour les articles homonymes, voir Ceesay.
Momodou Ceesay est un footballeur gambien né le 24 décembre 1988.
Grand espoir du football africain, il évolue au poste d'attaquant.

## Carrière
- janvier 2006-décembre 2006 : Wallidan Banjul ( Gambie)
- janvier 2007-décembre 2007 : Grasshopper Zurich II ( Suisse)
- janvier 2008-2008 : Chelsea (Réserve) ( Angleterre)
- 2008-2010 : KVC Westerlo ( Belgique)
- 2010-jan.. 2013 : MŠK Žilina ( Slovaquie)
- février 2013-2015 : FC Kairat Almaty ()
- 2015-2016 : Maccabi Netanya ( Israël)
- 2016-septembre 2016 : MŠK Žilina ( Slovaquie)
- depuis avril 2017 : PS Kemi ( Finlande)

## Palmarès
- MŠK Žilina :
  - Champion de Niké Liga en 2012 et 2017.
  - Vainqueur de la Coupe de Slovaquie en 2012.
  - Finaliste de la Coupe de Slovaquie en 2011.

- FC Kairat Almaty :
  - Vainqueur de la Coupe du Kazakhstan en 2014 et 2015.
  - Vice-champion de Premier-Liga en  2015.
  - Finaliste de la Supercoupe du Kazakhstan en 2015.

## Sélections
- International gambien depuis 2010[1].